# Comunità bisessuale

La bandiera dell'orgoglio bisessuale, disegnata da Michael Page nel 1998.

La comunità bisessuale (nota anche come bisessuali/pansessuali, bi/pan/fluidi, o comunità non monosessuale) comprende quei membri della comunità LGBT che si identificano come bisessuali, pansessuali o sessualmente fluidi.
Le persone che si identificano come bisessuali o pansessuali possono essere oggetto di specifiche e dirette manifestazioni di odio e diffidenza (bifobia), di stereotipi LGBT o di negazione (cancellazione bisessuale) sia da parte degli eterosessuali sia da parte dei gay. In via generale alcuni insistono sul fatto che possono essere definiti come bisessuali coloro che stanno vivendo e passando attraverso una "fase" e che quindi devono "decidere" o "scoprire" da quale sesso si sentono maggiormente attratti e nei confronti del quale sono più sicuri dei propri sentimenti.
D'altra parte v'è anche un maggior sostegno, inclusione e visibilità, all'interno della comunità LGBT.

## Definire la comunità

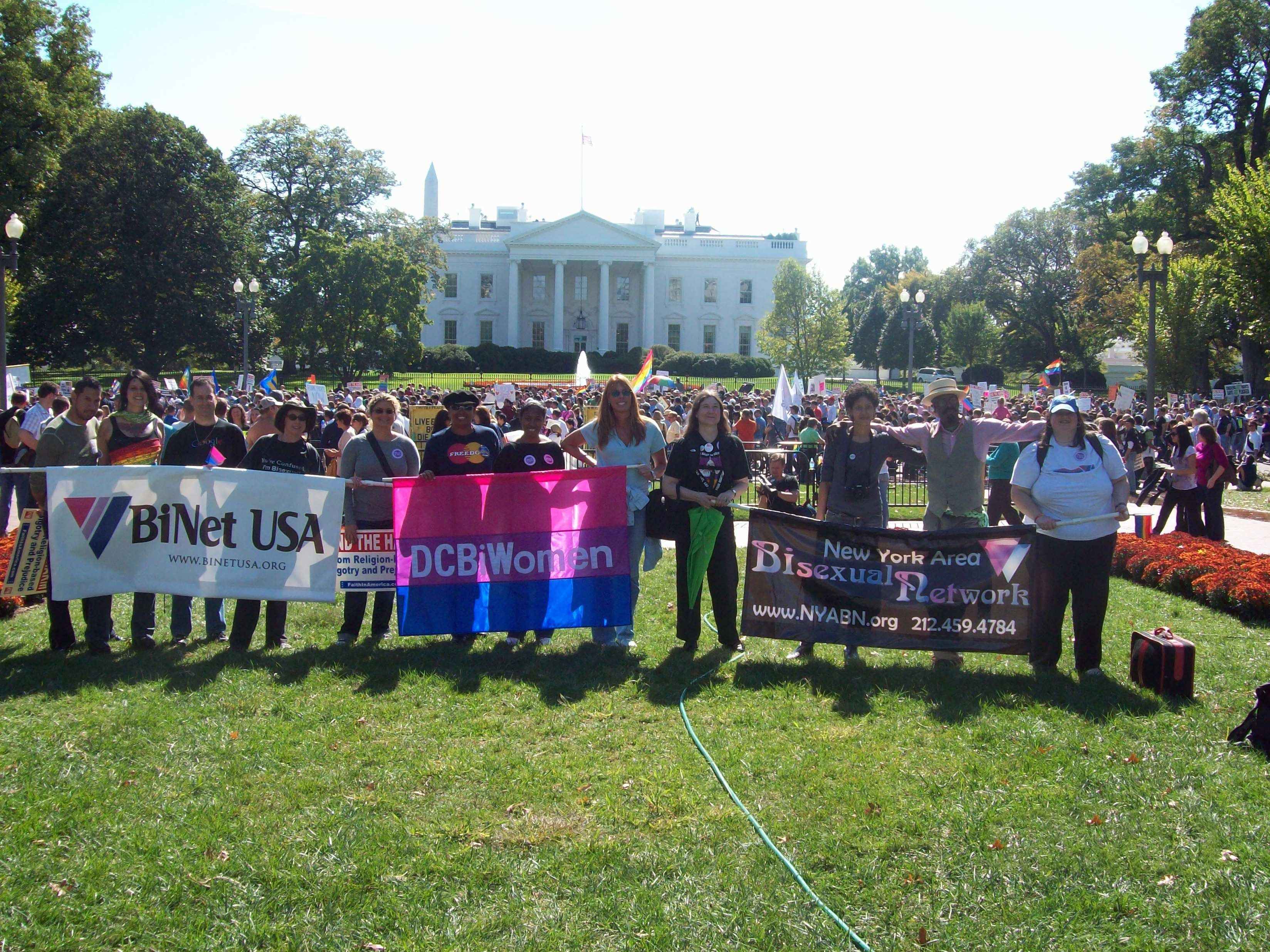
Alcuni manifestanti bisessuali, bi-fluidi, pansessuali e queer espongono le loro bandiere al "National Equality March" del 2009.

Le reti sociali di alcuni bisessuali, a volte identificati come gay o lesbiche, sono fortemente concentrati all'interno della comunità LGBT, mentre altri (che a volte continuano a identificarsi come etero) possono raramente partecipare alla cultura LGBT. Altri scelgono di mantenere i loro contatti sociali primari prevalentemente con altre persone bisessuali/fluidi/pansessuali e con coloro che si identificano come queer.
Tutta una serie di gruppi hanno lavorato insieme concentrandosi su questioni che risultano importanti per la comunità bisessuale come la bifobia, gli incontri di autocoscienza, il coming out, la visibilità bisessuale nei mass media e nell'ambito dell'intrattenimento e la cancellazione bisessuale. Questi gruppi vengono identificati come queer e sono strettamente alleati con le comunità gay, lesbiche e transessuali, ma il loro obbiettivo principale rimane la comunità bisex. Vi è stato anche un movimento politico per combattere la bifobia e i miti sui bisessuali.
La comunità bisessuale, soprattutto occidentale, realizza anche molti eventi ed incontri sulla specificità BI, pubblicazioni e riviste, siti web e organizzazioni, magazines, gruppi di scrittori, appartenenti all'ambito dei media, leader politici e anche associazioni per la salute mentale. Ci sono gruppi bisessuali in diverse città statunitensi.
Queste comunità si riuniscono con le comunità gay. lesbiche e transessuali per gli eventi LGBT più importanti come le sfilate del Gay pride, le marce per i diritti civili e di difesa, conferenze e altre cause a livello nazionale in cui gli interessi delle comunità si intersecano come ad esempio la National Equality March. Spesso le conferenze hanno seminai su argomenti separati bisessuali e transgender e diverse parate degli LGBT Pride ora includono anche sezioni bisessuali speciali.
Le persone eterosessuali e omosessuali possono spesso essere inclusi nella comunità bisessuale e sono tipicamente definit come alleati, "etero-ma-non-stretti", bi-friendly o bi-inclusive in quanto spesso sostengono i diritti politici e della dignità sociale per bisessuali e pansessuali così come per le altre persone LGBT. Alcune altre comunità tendono anche ad essere accoglienti nei confronti di una vasta gamma di diversi orientamenti.
Il 23 settembre si celebra la "Giornata dell'orgoglio bisessuale".

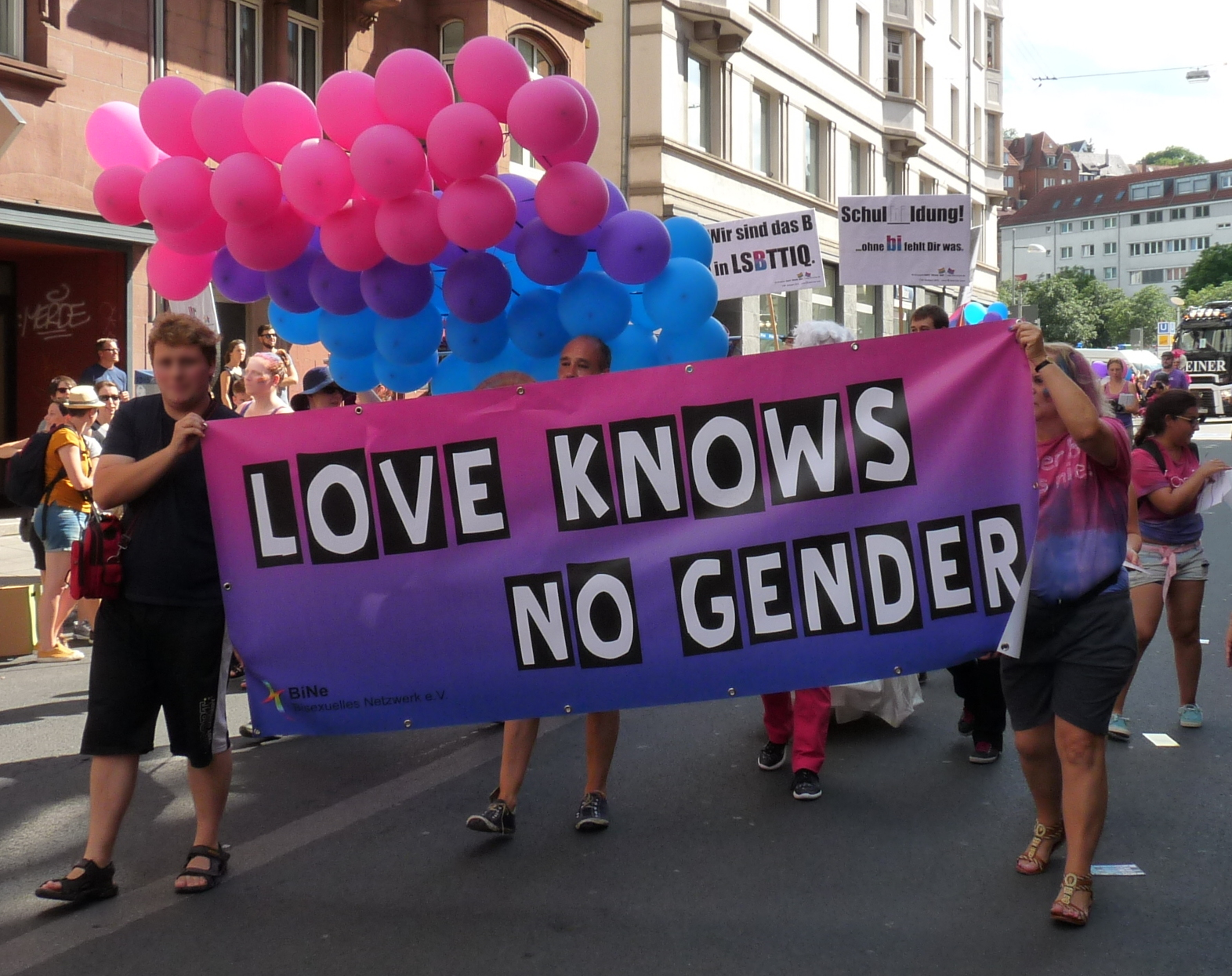
Membri della comunità bisessuale al Gay pride di Stoccarda del 2016.

## Lungometraggi e televisione
Il film diretto da Kevin Smith nel 1997 intitolato In cerca di Amy tratta di una relazione tra due artisti di fumetti, lui etero e lei lesbica; i due instaurano una relazione tumultuosa, anche per i disturbi affrontati da parte di un amico e socio d'affari, ed alla fine lui ammette il suo amore nei confronti per l'amico, il quale suggerisce in "triangolo", ma lei declina il rapporto si scioglie.
A partire dal 2009 una serie web TV intitolata Rose by Any Other Name... e prodotta da "FenceSitter Films" ha iniziato ad andare in onda su YouTube; la storia segue i personaggi principali rappresentati da una lesbica dichiarata e da un uomo eterosessuale che casualmente s'incontrano e poi inaspettatamente si ritrovano ad innamorarsi l'una dell'altro. Lei deve subire la reazione delle sue amiche (che non sono entusiaste) e della famiglia (che è invece entusiasta), mentre lui ha a che fare con i suoi amici che sono altrettanto dispiaciuti.
Il 30 dicembre 2009 MTV ha lanciato in anteprima la 23ª stagione di The Real World; la serie si è svolta a Washington e dispone di due personaggi bisex, Emily e Mike; la sessualità di lui sembra aver generato una qualche polemica, con molti commenti sui blog affermando che lui è in realtà gay, anche se si è identificato come bisessuale e pertanto attratto da entrambi i sessi.
Il film Maurice, basato sul romanzo omonimo di E.M. Forster e uscito nel 1987, ha caratterizzato il personaggio di Alec come un ragazzo bisessuale che diventa l'amante di Maurice.

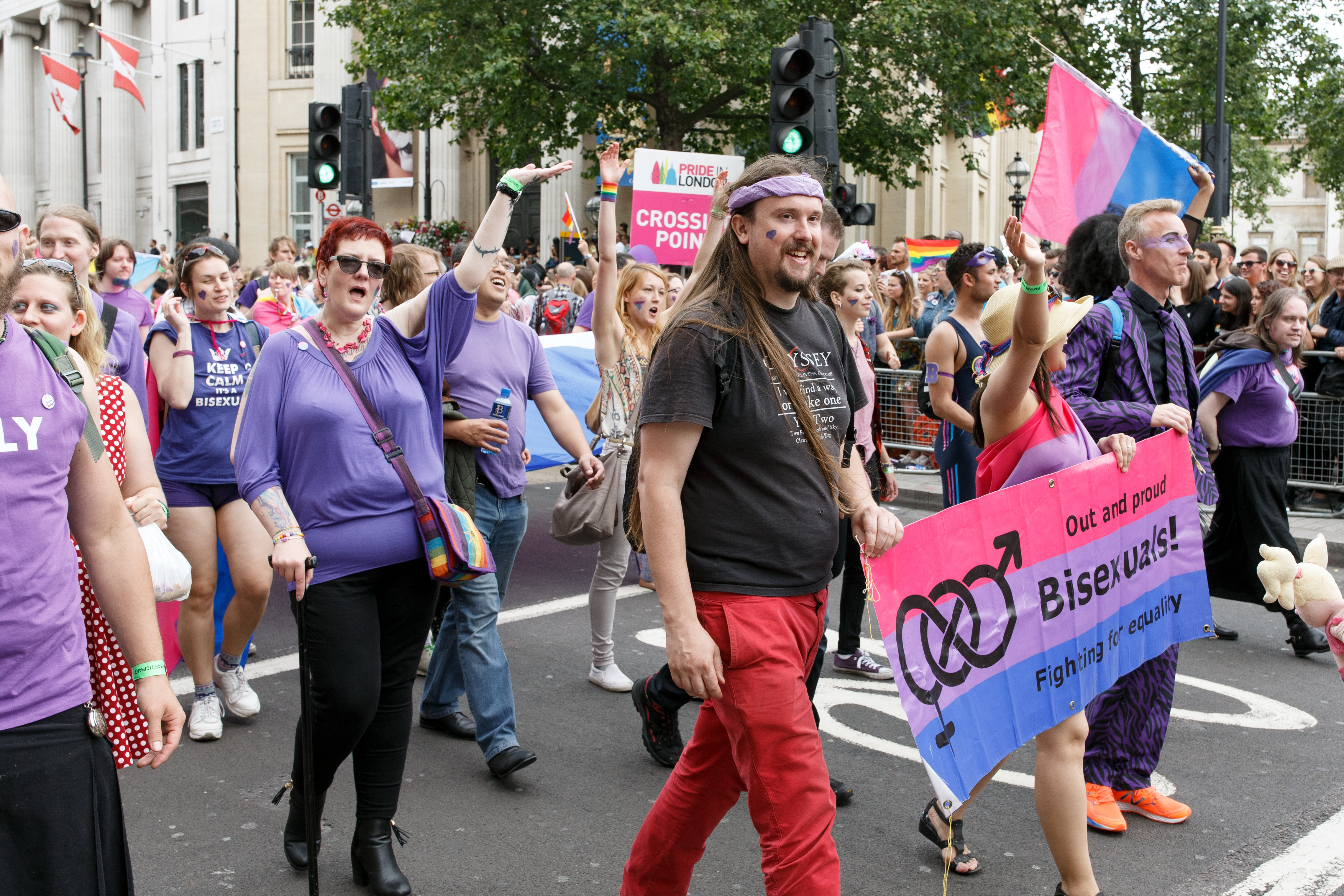
Corteo bisessuale al Pride di Londra nel 2016.

## Campagne di uguaglianza e celebrazioni del Pride
La National Equality March è stata una manifestazione politica nazionale che si è svolta l'11 ottobre 2009 nella città di Washington; è stata promossa per richiedere una parità di protezione nei confronti delle persone gay, lesbiche, bisessuali e transgender in tutte le materie disciplinate dal diritto civile in tutti gli stati e distretti degli USA. La marcia è stata richiesta dall'attivista LGBT Cleve Jones e organizzata da Equality Across America e da Courage Campaign.
Il musicista Kip Williams e Robin McGehee si sono messi a disposizione come organizzatori. Questa è stata la prima marcia nazionale su Washington del movimento LGBT a favore dei diritti LGBT come fu la Millennium March on Washington del 2000. Vi si trovava un ampio contingente bisessuale, pansessuale e queer che è stato organizzato per essere parte integrante della marcia. Diversi gruppi bisessuali, pansessuali e queer tra cui BiNet USA, New York Area Bisexual Network, DC Bi Women e BiMA DC si sono riuniti e hanno marciato mostrando così una forte solidarietà bisessuale-pansessuale-queer.
Al raduno National Equality March vi erano quattro oratori bisessuali: Michael Huffington, Lady Gaga, Chloe Noble e Penelope Williams. Nell'ottobre 2009 l'attivista LGBT Amy Andre è stata nominata direttrice esecutiva del comitato per le celebrazioni del "San Francisco Pride", diventando così la prima donna bisessuale di colore ad assumere quel ruolo.